# Топоізомерази
ДНК-топоізомерази (або топоізомерази) — ферменти, які каталізують зміни в топології ДНК, змінюючи ступінь (релаксуючи або напружуючи) суперскрученості ДНК, утворюючи або розділяючи катенани ДНК та утворюючи або розв'язуючи вузли ДНК. Топологічні проблеми ДНК викикають у зв'язку з переплетенністю подвійної спіралі ДНК, що може призвести, наприклад, до перекручування подвійної спіралі під час реплікації та транскрипції. Якщо залишити таку ДНК незмінною, ця скрученість рано чи пізно зупинить рух ДНК- чи РНК-полімерази вздовж спіралі. Друга топологічна проблема виникає через з'єднання та переплутування молекул ДНК під час реплікації, що перешкоджає поділу клітини. ДНК-топоізомерази запобігають та виправляють такі проблеми за допомогою приєднання до ДНК та розрізання цукрово-фосфатного кістяку одного (тип I) або обох (тип II) ланцюгів ДНК. Цей тимчасовий розрив дозволяє розплутати або розмотати ДНК. У кінці процесу цукрово-фосфатний кістяк відновлюється. Оскільки загальні хімічний склад та зв'язність ДНК не змінюються, і субстрат, і продукт є хімічними ізомерами, які відрізняються лише своєю топологією.

## Відкриття
Уперше ДНК-топоізомеразу знайшов Джеймс Вонг 1971 року у бактеріях. Спочатку її назвали ω-білком;, а зараз — топоізомераза I бактерії Escherichia coli (E. coli), яка належить до типу IA. Згодом подібну активність в еукаріотах (у печінці щурів) виявили Джеймс Шампу та Ренато Дульбекко; відповідний фермент, топоізомераза I еукаріотів, має інший механізм дії та належить до типу IB. Першою виявленою топоізомеразою типу II стала ДНК-гіраза у бактерій після її відкриття Мартіном Геллертом і колегами та характеризації Ніколасом Коццареллі й колегами 1976 року. ДНК-гіраза каталізує додавання негативних супервитків до ДНК і є єдиним ферментом типу II здатним на це, у той час як усі інші каталізують релаксацію ДНК. Відмінністю ферментів типу II від типу I є потреба в АТФ для каталізації та те, що вони тимчасово розділяють обидва ланцюги ДНК, а не лише один. Топоізомерази типу II були згодом ідентифіковані у бактеріях та еукаріотах. Топоізомеразам присвоєні наступні коди ферментів: АТФ-незалежна (тип I), КФ 5.6.2.1; АТФ-залежна (тип II): КФ 5.6.2.2. Єдиним винятком у топоізомеразах типу I є зворотня гіраза, яка містить геліказний домен (КФ 3.6.4.12) та додає позитивні супервитки, витрачаючи АТФ. Таким чином, це єдина топоізомераза типу I, класифікована як КФ 5.6.2.2.